# Moving Out
Moving Out è un album in studio del sassofonista jazz statunitense Sonny Rollins, pubblicato nel 1956.

## Tracce
Tutte le composizioni sono di Sonny Rollins, eccetto dove indicato.

Side 1
1. Moving Out – 4:31
2. Swingin' for Bumsy – 5:48
3. Silk 'n' Satin – 4:03

Side 2
1. Solid – 6:27
2. More Than You Know (Edward Eliscu, Billy Rose, Vincent Youmans) – 10:48

## Formazione
- Sonny Rollins – sassofono tenore
- Kenny Dorham – tromba (eccetto che in More Than You Know)
- Elmo Hope – piano
- Percy Heath – basso
- Art Blakey – batteria
- Thelonious Monk – piano (in More Than You Know)
- Tommy Potter – basso (in More Than You Know)
- Art Taylor – batteria (in More Than You Know)